# Jacques Camatte
Jacques Camatte, né le 18 février 1935 à Plan-de-Cuques (Bouches-du-Rhône) et mort le 19 avril 2025 à Cajarc (Lot), est un philosophe et militant politique français issu du marxisme.

## Biographie
Jacques Camatte naît en 1935 à Plan-de-Cuques dans les Bouches-du-Rhône. Il exerce la profession d'enseignant en sciences de la vie et de la terre, d'abord à Toulon, puis à Brignoles, et enfin à Rodez. Il adhère à la Fédération de l'Éducation nationale, syndicat qu'il quitte en 1967, en manifestant son opposition à ce qu'il perçoit comme de l'« activisme trotskyste ».
Jacques Camatte entre dans le mouvement bordiguiste (courant marxiste se réclamant de la pensée d'Amadeo Bordiga, fondateur du Parti communiste italien qui avait rompu avec celui-ci dans les années 1920) en 1953, rejoignant directement le groupe de Marseille de la Fraction française de la gauche communiste internationale sans aucune expérience politique antérieure. Camatte est alors particulièrement marqué par la conviction de Bordiga selon laquelle « la révolution viendrait autour de 1975 ».
Il milite à partir de 1957 au sein du Parti communiste international. Il publie alors ses premiers textes théoriques, portant sur l'accumulation capitaliste et la critique de l'existentialisme, dans le bulletin Travail de groupe. Entre 1959 et 1961, il rédige pour Programme communiste divers articles favorables aux révolutions anticoloniales, notamment sur l'Algérie.
En 1962, il publie « Origine et fonction de la forme parti », texte qui révèle une convergence certaine avec Bordiga et lui permet d'ouvrir un véritable échange intellectuel avec le théoricien italien. Dans ce texte, s'appuyant sur la distinction bordiguienne entre « parti formel » (parti réel organisé) et « parti historique » (groupe porteur d'un programme historique communiste), Camatte critique l'activisme au sein du Parti communiste international.
Jacques Camatte quitte, avec quelques militants dont Roger Dangeville, le Parti communiste international en novembre 1966 pour protester contre une orientation qu'il juge activiste et non conforme à une stricte orthodoxie marxiste,. Il fonde en 1967 la revue Invariance, qui a une grande influence dans une partie de l'ultra-gauche française et internationale,. Invariance connaît quatre séries successives : série I (1967-69), série II (1971-75), série III (1975-1983) et série IV (1986-1996), alternant entre publications ronéotypées et imprimées.
À partir de 1969, Camatte développe avec Gianni Collu la théorie des « rackets », une critique radicale de toute organisation politique structurée. Selon eux, le capital ayant pris le contrôle total de la société, tous les partis politiques — y compris révolutionnaires — ne sont plus que des « rackets », c'est-à-dire des organisations qui se disputent les « restes du prolétariat » dans une « concurrence obscène », mais qui sont « identiques dans leur être ». Ces formations politiques, loin de représenter une alternative au capitalisme, manifestent d'après Camatte et Collu l'absence de la lutte des classes et « réalisent les exigences de fixation du capital » en théorisant le prolétariat tel qu'il existe dans le système actuel plutôt que de favoriser son dépassement. Pour Camatte et Collu, le prolétariat n'a donc pas à dépasser ces organisations, mais à les « détruire », car toute forme d'organisation politique ouvrière a disparu, remplacée par ces structures parasitaires qui perpétuent la domination capitaliste sous couvert d'opposition.
Il prône alors l'émergence d'un « Homo Gemeinwesen » (littéralement un « être communautaire », soit un nouveau type d'humain orienté vers la vie collective) par un rejet total du monde capitaliste plutôt qu'une réforme du système existant, et un retour à la Gemeinwesen, ou « communauté humaine » (des rapports sociaux directs et authentiques, sans les médiations du capital et de l'État), seule alternative à l'extinction de l'espèce.
Après avoir publié en 1974 un recueil de textes de Bordiga (Bordiga ou la passion du communisme, Spartacus) et en 1975 La Structure économique et sociale de la Russie d'aujourd'hui, il se heurte à l'opposition de la direction italienne du Parti communiste international lorsqu'il veut publier un autre recueil chez Bourgois. Bruno Maffi, directeur de Programma comunista, envoie une missive exigeant la suppression de la préface de Camatte et revendiquant un droit de regard total sur toute édition des œuvres de Bordiga. La direction milanaise menace Bourgois d'un procès pour « édition pirate », ce qui contraint l'éditeur à abandonner le projet. L'ouvrage est finalement publié en 1978 par les éditions Spartacus de René Lefeuvre.
Dans ses derniers écrits rassemblés dans Inversion ou extinction (2023), Camatte développe une analyse de l'époque contemporaine centrée sur le risque d'extinction de l'espèce humaine. Il interprète la pandémie de Covid-19 comme un « virus de l'inimitié » révélateur d'une dégénérescence historique depuis les années 1980, marquée par la disparition du prolétariat, la dérégulation économique et une dépression immunitaire généralisée.
Sa pensée s'oriente vers la critique de la « substitution » — le remplacement systématique de la naturalité par l'artificialité — qu'il identifie comme une logique centrale de domination des objets sur les êtres. Face à ce constat, il maintient l'espoir d'une « inversion », c'est-à-dire un renversement radical qui permettrait à l'humanité de renouer avec sa continuité naturelle et de former une véritable communauté, impliquant l'abandon des structures urbaines et techno-industrielles actuelles.
Il meurt le 19 avril 2025 à Cajarc (Lot),. Il laisse derrière lui une œuvre inachevée, Émergence de Homo Gemeinwesen, qui constitue une tentative de réécriture de l'histoire humaine depuis sa sédentarisation, identifiée comme origine de son errance vers la destruction.

## Œuvres en français
Jacques Camatte a aussi écrit d'autres ouvrages en italien, allemand et anglais.
- 1974 : Bordiga et la passion du communisme : textes essentiels de Bordiga et repères biographiques (Bordiga et Camatte 1974)
- 1978 : Capital et Gemeinwesen : le 6e chapitre inédit du capital et l'œuvre économique de Marx (Camatte 1978)
- 2002 : Forme et histoire (Camatte 2002)
- 2021 : Errance de l'humanité (Éditions la Tempête) : recueil d'articles.
- 2023 : Inversion ou Extinction (Les Éditions La Grange Batelière): recueil d'articles.